# Bauernfeindstraße (metropolitana di Norimberga)
La stazione di Bauernfeindstraße è una stazione della metropolitana di Norimberga, servita dalla linea U1.

## Storia
La stazione di Bauernfeindstraße venne attivata il 1º marzo 1972 come capolinea provvisorio della prima tratta della metropolitana di Norimberga; rimase capolinea fino al 18 giugno 1974, quando venne attivata la tratta seguente fino alla stazione di Frankenstraße.

## Interscambi
- Fermata autobus[2]